# 고산구곡도 판화
고산구곡도(高山九曲圖) 판화는 19세기말, 20세기초에 한지에 만들어진 판화이다. 2007년 12월 27일 서울특별시 문화재자료 제40호로 지정되었으나, 2008년 10월 9일 지정신청 당시 강원도 원주시 무릉박물관 소장유물이었으므로 지정이 해제되었다.

## 개요
율곡(栗谷) 이이(李珥, 1536～1584년)가 43세 때 해주의 고산에서 주자의 무이구곡(武夷九曲)을 본떠 지은 고산구곡가(高山九曲歌)를 주제로 그린 고산구곡도를 판각한 작품으로, 세로 34cm, 가로 157cm의 한지에 석판으로 찍었다. 고산구곡가는 이이가 대사간의 벼슬에서 물러나 해주 석담에서 제자들의 교육에 힘쓰고 있을 때 그곳에서의 생활을 시로 적은 것으로, 서시(序詩)에 이어 관암(冠巖), 화암(花巖), 취병(翠屛), 송애(松崖), 은병(隱屛), 조협(釣峽), 풍암(楓巖), 금탄(琴灘), 문산(文山)의 구곡을 노래하였다. 이 판화는 일반회화와는 달리 왼쪽에서 오른쪽으로 1곡～9곡에 이르기까지의 내용이 한 장의 종이 위에 그려져 있다.
그림의 윗부분에는 고산구곡가의 한글내용과 이를 한문으로 번역한 글이 실려져 있고 그 아래 부분에 각각 1곡에서 9곡에 이르는 경치가 펼쳐져 있으며, 각 경치의 중간 중간에는 한문으로 관암(冠巖), □천(□天), □삼(□三)은병(隱屛)□□암(□□岩), 풍암(楓巖)등의 글자가 새겨져 있다. 이 중 관암(冠巖),은병(隱屛),풍암(楓巖) 등은 구곡과 일치되나 나머지 명칭은 구곡 중에는 보이지 않는다. 또한 그림 상단의 한글 내용은 표기법에서 약간의 차이가 있을 뿐 율곡의 고산구곡시를 그대로 쓴 것이며, 그 다음에 송시열이 율곡의 고산구곡시를 한문으로 번역한 것을 실었고, 이어서 송시열이 자신의 문인(門人) 9사람에게 주희(朱熹, 1130～1200)의 무이도가(武夷櫂歌)를 차운(次韻)해서 한 곡씩 짓게 한 것을 적었다.
아래 부분에는 각 곡(曲)에 해당되는 산수가 계곡을 따라 전개되고 있다. 산수는 아득하게 이어지는 완만한 산수의 모습을 표현하였는데, 산과 바위에는 조선 전반기에 유행한 단선점준(短線點皴)과 같은 고식적인 짧은 점묘를 반복하여 질감을 표현하였다. 또한 조선후기 남종화법인 피마준(披麻皴)과 같은 요소도 보이지만, 판각의 편의성 때문인지 이를 짧은 선묘로 변용시킨 것으로 보인다.
이 판화에 보이는 각 곡의 구성과 고산구곡가의 내용은 조선사료집진속(朝鮮史料集眞續) (조선사편수회,1926)에 실린 곡운(谷雲) 김수증(金壽增, 1624～1701)의 <고산구곡도권(高山九曲圖卷)>과 유사하다. <고산구곡도권>은 1688년-1701년 사이에 제작되었을 것으로 추정되며 '조선사료집진속'에 사진으로만 수록되어 있을 뿐 현전하지는 않는다. 황송환 소장 고산구곡도 판화는 김수증의 <고산구곡도권>에 비해 내용이 소략하고 판각기법이 간략화된 점 등으로 볼 때 판각 시기가 19세기후반～20세기 전반경으로 추정된다. 이 유물은 사진으로만 전하던 고산구곡도 판화가 실제로 조성되었음을 보여주는 예이다.